# Gran Fondo 1904 (ciclismo)
La Gran Fondo-La Seicento 1904, quarta edizione della corsa, si svolse il 17 luglio 1904 su un percorso di 603 km. La vittoria fu appannaggio dell'italiano Enrico Brusoni, che completò il percorso in 28h50'48", il quale precedette i connazionali Ugo Sivocci e Enrico Favarelli.

## Ordine d'arrivo (Top 6)
| Pos. | Corridore        | Squadra | Tempo     |
| ---- | ---------------- | ------- | --------- |
| 1    | Enrico Brusoni   | Dei     | 28h50'48" |
| 2    | Ugo Sivocci      | -       | ?         |
| 3    | Enrico Favarelli | -       | ?         |
| 4    | Giovanni Cuniolo | Maino   | ?         |
| 5    | Giovanni Rossi   | -       | ?         |
| 6    | Carlo Galetti    | -       | ?         |